# Gaston Bodart
Gaston Bodart (* 13. Januar 1867 in Wien; † 2. August 1940 ebenda) war ein Militärhistoriker, Statistiker und österreichischer Regierungsbeamter. Bekannt wurde er durch seine Untersuchungen zu den Verlusten an Gefallenen und Verwundeten in den Kriegen vom 17. bis zum Anfang des 20. Jahrhunderts. Für viele Jahre waren seine Arbeiten die Standardwerke auf diesem Gebiet.

## Familie
Gaston Bodarts Familie stammt ursprünglich aus Belgien. Seine Eltern waren Narciß Bodart (* 1830; † 1882), der Generaldirektor des Lebensversicherung Der Anker, und dessen Ehefrau Pauline Gloxin (* 1845).
Gaston Bodart heiratete am 22. Januar 1895 Hedwig Neuhold und lebte in Hart bei Gloggnitz.

## Leben
Gaston Bodart studierte Jura an der Universität Wien und wurde dort zum Dr. iur. promoviert. Danach trat er in den Staatsdienst ein. Ab 1894 war er Assistent der K.K. Statistischen Central-Commission. Während seiner Tätigkeit in der Kommission erweiterte Bodart die Bestände der Wiener Hofbibliothek. Er reiste viel. Als Mitarbeiter der Statistischen Central-Commission war er ex officio auch Mitglied der Organisationskomitees bei Österreichs Beteiligungen an verschiedenen Weltausstellungen. Die USA besuchte er anlässlich der Weltausstellung 1893, 1895 als Gutachter für die US-Kommission für Fischerei und 1907 zur World Pure Food Exposition in Chicago.
Im Jahr 1908 veröffentlichte Bodart sein bekanntestes Werk: das Militär-historische Kriegs-Lexikon (1618–1905). Dazu erfasste er in kurzen Artikeln mehr als 1500 Schlachten in den Kriegen vom Dreißigjährigen Krieg bis zum Russisch-Japanischen Krieg, mit Angaben zu den jeweiligen Verlusten beider Seiten. Darauf aufbauend erschien 1916 seine Studie Losses of life in modern wars: Austria-Hungary. Darin untersuchte Bodart die Verluste an Gefallenen und Verwundeten in den von Österreich bzw. Österreich-Ungarn geführten Kriegen, vom Dreißigjährigen Krieg bis zum Einsatz des österreichisch-ungarischen Kontingentes beim Boxeraufstand 1900. Er zeigte, wie die Kriegsverluste zu wirtschaftlicher Stagnation und zum Verlust an Kreativpotential führten. Über Napoleon schrieb Bodart: Kein anderer Mann opferte dem Gott des Krieges so viele Menschen wie Napoleon I. kein anderer Mann brachte den Tod in einer solchen Dimension, niemals kümmerte sich ein Kommandeur so wenig um seine Soldaten.
Sein Manuskript über Die Menschen-Verluste Osterreich-Ungarns im Weltkriege 1914–1918 blieben unveröffentlicht, es befindet sich im Centre historique des archives des Service historique de la Défense in Vincennes.

## Auszeichnungen
Für seine Arbeiten erhielt Gaston Bodart das Ritterkreuz des Franz-Joseph-Ordens sowie das goldene Dienstkreuz mit Krone, ferner einige ausländische Orden.

## Schriften
- Musik-Instrumente. In: Officieller Bericht der K. K. österr. Central-Commission für die Weltausstellung in Chicago 1893, Heft 2: Erziehung, Musik-Instrumente, Kunst und Kunstgewerbe, Edelmetall-Industrie. K.K. Central Commission, Wien 1894.
- Kämpfe und Entwicklung der russischen Marine seit ihrer Entstehung bis heute, 1704–1904. Braumüller, Wien 1904.
- Militär-historisches Kriegs-Lexikon (1618–1905). C.W. Stern, Wien und Leipzig 1908, Digitalisat.
- Die für’s Vaterland gestorbenen Generale und Admirale der kriegführenden Staaten: 1612–1905. C.W. Stern, Wien und Leipzig 1909.
- Le Haut Commandement dans les principales armées européennes depuis les origines jusqu’à nos jours. Berger-Levrault, Paris und Nancy 1910.
- Losses of life in modern wars: Austria-Hungary. The Clarendon Press, Oxford 1916, Digitalisat.
- Die Erforschung der Menschenverluste Oesterreich-Ungarns. Wien 1921.